# Camp de Ladelund
 (octobre 2024).
Si vous disposez d'ouvrages ou d'articles de référence ou si vous connaissez des sites web de qualité traitant du thème abordé ici, merci de compléter l'article en donnant les références utiles à sa vérifiabilité et en les liant à la section « Notes et références ».
Le camp de Ladelund est une unité de travail forcé dépendant du camp de concentration de Neuengamme affectée au creusement de fossés antichars dans la zone militaire « Wehrkreis X » proche de la frontière germano-danoise.

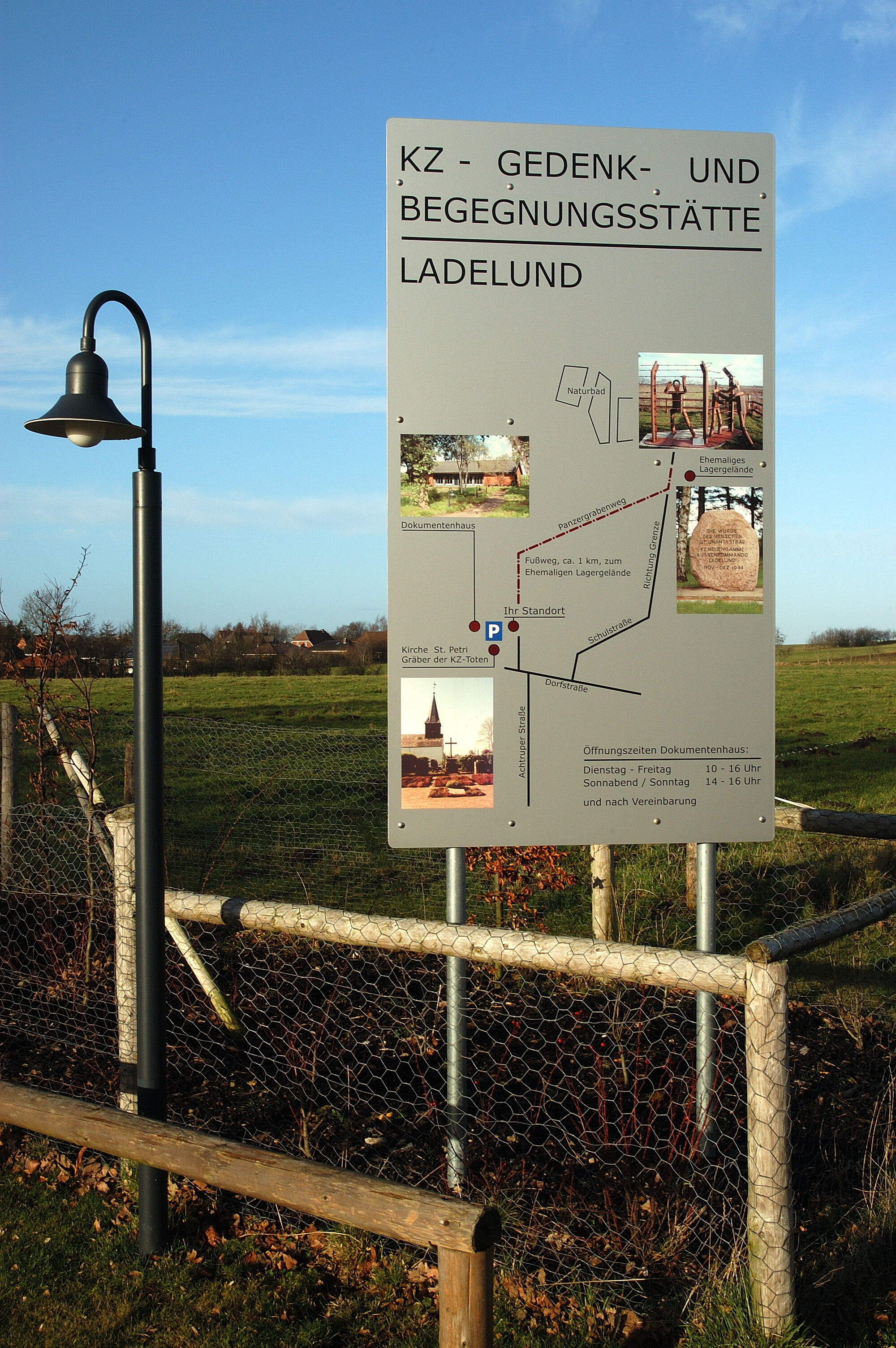
Entrée du centre de mémoire de Ladelund.

## Création
Le 1er novembre 1944, la SS de Neuengamme installe au nord-est de Ladelund, à la frontière danoise, une unité de mille détenus venus du camp de Husum-Schwesing, rejoints par mille détenus venus directement de Neuengamme. Les déportés sont débarqués à la gare d'Achtrup et parcourent à pied les 8 kilomètres qui les séparent du camp. Au total, le jour du premier appel, l'effectif monte à 2 160 détenus.
L'effectif comprend une forte proportion de Néerlandais, originaires du même village (Putten, aux Pays-Bas) qui, en octobre 1944, avait été victime de représailles de la part de la Wehrmacht (tous les hommes de cette commune avaient été déportés à Neuengamme). Il y a aussi des Allemands, des Polonais, des citoyens de l’Union soviétique, des Français, des Italiens, des Grecs, des Belges, des Lettons, de Hongrois, des Yougoslaves et des Tchèques.
Ils sont logés dans un ancien camp de travailleurs forcés, dans des baraquements délabrés appartenant au service du travail du Reich et prévus pour 250 personnes,,.

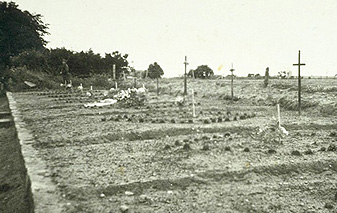
Tombes de détenus au cimetière de Ladelund en 1945.

## Travail forcé
Dans un froid glacial, les détenus, chaussés de sandales en bois, creusent sans relâche, avec des outils rudimentaires, des fossés antichars dans un terrain marécageux.

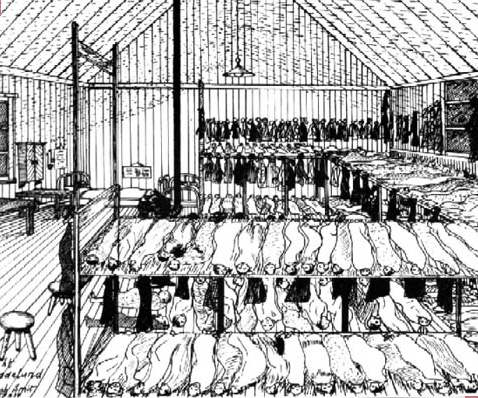
Dortoir du camp de Ladelund.

La mortalité est extrêmement élevée, en raison des conditions de vie et de travail
300 victimes sont enterrées dans des fosses communes, dans le cimetière local, dont 110 Néerlandais.
Le chef du camp était le SS-Untersturmführer Hans Hermann Griem. Les gardes étaient des SS et des artilleurs de la marine,,.

## Évacuation
Après l'avancée alliée qui suit le débarquement de Normandie, les travaux de fortifications à la frontière danoise perdent tout intérêt pour le Reich. Le 16 décembre 1944, la SS évacue le Kommando de Ladelund, dont les survivants sont envoyés à Neuengamme,,.

## Mémorial
Après la guerre, des sinistrés sont hébergés un temps dans les baraquements du camp, qui est définitivement fermé en 1959. La dernière baraque est rasée en 1970.
En 1949, le pasteur du village fait aménager dans le cimetière un bosquet à la mémoire des victimes avec une « Croix de la Réconciliation ». En 1967, le mémorial a été agrandi. Une pierre commémorative porte les noms des 298 victimes.
À la périphérie de l’ancien camp, un mémorial évoque l'existence du camp.
Le centre de mémoire et de rencontres de Ladelund (KZ-Gedenk- und Begegnungsstätte Ladelund) est en Allemagne le seul site de mémoire avec exposition permanente subventionné par l’église. La commune de Ladelund et celle de Putten restent très liées,.